# Racing Point RP20
Chronologie des modèles (2020)
Racing Point RP19 Aston Martin AMR21
La Racing Point RP20 est la monoplace de Formule 1 engagée par l'écurie britannique Racing Point F1 Team dans le cadre du championnat du monde de Formule 1 2020. Il s'agit de la seconde monoplace conçue par Racing Point F1 Team depuis le rachat de Force India. Comme en 2019, elle est pilotée par le Mexicain Sergio Pérez et le Canadien Lance Stroll.

## Création de la monoplace
La Racing Point RP20 est présentée le 17 février 2020. Toutefois, une autre voiture prend la piste lors des essais hivernaux le 19 février 2020. Conceptuellement la nouvelle monoplace s'inspire beaucoup de la Mercedes W10 de 2019 (en particulier le museau), et reprend beaucoup de ses pièces comme le permet le règlement : suspensions avant et arrière, transmission et boîte de vitesses en plus de l'unité de puissance. Sa similitude avec la voiture championne du monde 2019 fait qu'on surnomme la RP20, la « Mercedes rose »

## L'affaire des « Mercedes roses »
Surnommées les « Mercedes roses » en raison de leur forte ressemblance avec la Mercedes W10 championne du monde en 2019, les RP20 ont provoqué une réclamation de l'écurie Renault, portant spécifiquement sur leurs écopes de freins qui, selon le règlement technique, doivent être conçues et usinées par le constructeur qui engage la voiture dans le championnat. Le 7 août, les commissaires de la FIA acceptent la réclamation de Renault, estimant que Mercedes est bien le concepteur initial de ces écopes et que Racing Point était en violation des règles de conception de la Formule 1 pour la saison 2020,. En conséquence, ils retirent quinze points à l'écurie de Lawrence Stroll (Racing Point en avait marqué 14 au Grand Prix de Styrie) et lui infligent une amende de 400 000 euros (200 000 euros par voiture non-conforme au Grand Prix de Styrie). Pour les courses en Hongrie et en Grande-Bretagne, pour lesquelles une protestation a également été faite (Racing Point ayant continué à utiliser ces écopes), l'équipe ne reçoit qu'une réprimande.
Cyril Abiteboul, le directeur de Renault, s'insurge que la sanction n'empêche pas Racing Point d'utiliser la RP20 dans sa configuration actuelle et explique vouloir faire appel. Une semaine plus tard, Renault F1 Team et la Scuderia Ferrari formulent un appel contre une peine jugée trop clémente,. Cyril Abiteboul explique que sa demande n'a pas pour but d'exclure Racing Point ou d'interdire la RP20 mais de clarifier la situation face aux écopes et de retirer les points, de manière rétroactive, acquis lors des premières courses de la saison. Il rappelle que l'argument selon lequel il s'agit d'une infraction au règlement sportif et non technique n'est pas suffisant pour ne pas disqualifier des monoplaces puisque Renault l'avait été au Japon en 2019 (après une réclamation de Racing Point) pour une infraction jugée sportive : « Nous nous attendions à une sanction logique vis-à-vis des autres sanctions vues dans le passé, la plus récente étant celle que nous avons acceptée à Suzuka l'an dernier où nous étions en infraction avec le règlement sportif et non technique, et que l'on a été exclus de l'événement et avons perdu tous nos points. Il n'y avait pas eu de réduction de peine pour Renault, et je ne sais donc pas pourquoi il devrait y en avoir une pour Racing Point. Cela devrait concerner tous les points des événements lors desquels on a porté réclamation,. »
Le second point litigieux relevé par Cyril Abiteboul est l'autorisation donnée à l'équipe canadienne de continuer à utiliser ses écopes de freins, en dépit de l’infraction au règlement : « Nous allons vivre une situation étrange dans laquelle après chaque événement, Otmar Szafnauer (directeur de Racing Point) sera appelé chez les commissaires, ses écopes seront jugées similaires et inchangées et il recevra une réprimande. Nous faisons face à une situation de dix courses durant lesquelles ses voitures seront réprimandées. C'est une situation étrange et j'aimerais avoir davantage de clarté à ce sujet. Je ne dis pas qu'ils devraient être exclus de la saison mais d'un point de vue de la communication, y compris pour les fans, expliquer pourquoi une voiture qui est en infraction avec le règlement est réprimandée mais peut prendre part au championnat et marquer des points, nous pensons que c'est gênant,. »
Racing Point, de son côté, fait également appel, mais pour tenter de se faire disculper et démontrer que la sanction (retrait de 15 points et 400 000 euros d'amende) est infondée et que le règlement de la Formule 1 n'a pas été enfreint.

## Résultats en championnat du monde de Formule 1
| Saison | Écurie                            | Moteur                             | Pneus   | Pilotes         | Courses | Courses | Courses | Courses | Courses | Courses | Courses | Courses | Courses | Courses | Courses | Courses | Courses | Courses | Courses | Courses | Courses | Points inscrits | Classement |
| Saison | Écurie                            | Moteur                             | Pneus   | Pilotes         | 1       | 2       | 3       | 4       | 5       | 6       | 7       | 8       | 9       | 10      | 11      | 12      | 13      | 14      | 15      | 16      | 17      | Points inscrits | Classement |
| ------ | --------------------------------- | ---------------------------------- | ------- | --------------- | ------- | ------- | ------- | ------- | ------- | ------- | ------- | ------- | ------- | ------- | ------- | ------- | ------- | ------- | ------- | ------- | ------- | --------------- | ---------- |
| 2020   | BWT Racing Point Formula One Team | BWT Mercedes F1 M11 EQ Performance | Pirelli |                 | AUT     | STY     | HON     | GBR     | 70e     | ESP     | BEL     | ITA     | TOS     | RUS     | EIF     | POR     | E-R     | TUR     | BAH     | SAK     | ABU     | 195             | 4e         |
| 2020   | BWT Racing Point Formula One Team | BWT Mercedes F1 M11 EQ Performance | Pirelli | Sergio Pérez    | 6e      | 6e      | 7e      | Forf.   | Forf.   | 5e      | 10e     | 10e     | 5e      | 4e      | 4e      | 7e      | 6e      | 2e      | 18e*    | 1er     | Abd.    | 195             | 4e         |
| 2020   | BWT Racing Point Formula One Team | BWT Mercedes F1 M11 EQ Performance | Pirelli | Lance Stroll    | Abd.    | 7e      | 4e      | 9e      | 6e      | 4e      | 9e      | 3e      | Abd.    | Abd.    | Forf.   | Abd.    | 13e     | 9e      | Abd.    | 3e      | 10e     | 195             | 4e         |
| 2020   | BWT Racing Point Formula One Team | BWT Mercedes F1 M11 EQ Performance | Pirelli | Nico Hülkenberg |         |         |         | Np.     | 7e      |         |         |         |         |         | 8e      |         |         |         |         |         |         | 195             | 4e         |

Légende : ici 
- *Le pilote n'a pas terminé la course mais est classé pour avoir parcouru 90% de la distance prévue